# ブルック・ヘイワード
ブルック・ヘイワード（Brooke Hayward、1937年7月5日 - ）は、アメリカ合衆国の女優。カルフォルニア州ロサンゼルス出身。
プロデューサーのリーランド・ヘイワードと女優のマーガレット・サラヴァンの娘。
デニス・ホッパーとピーター・デューチン（音楽家・作家、エディ・デューチンの息子）は元夫。

## 出演作品
- 機関銃を捨てろ